# Баташов, Павел Васильевич
Павел Васильевич Баташов (Баташёв) (1886—1971) — российский революционер, советский государственный и партийный деятель.

## Биография
Родился в Туле 26 июня 1886 года в семье рабочего. Образование: начальная 4-классная школа. С 1899 года ученик слесаря, затем слесарь на самоварной фабрике. Член РСДРП с 1905 года, с 1912 г. большевик.
В 1907—1911 служил в армии, затем работал слесарем у кустаря-предпринимателя. В июне 1914 года уехал в Петроград и поступил токарем на завод «Вулкан». В апреле 1916 года арестован за революционную деятельность, в сентябре зачислен в маршевую роту для отправки на фронт, в октябре того же года признан негодным к строевой службе и направлен на работу на Лысьвенский металлургический завод (Пермская губерния).
С марта 1917 секретарь, с мая 1917 по апрель 1918 председатель Лысьвенского Совета, с апреля по декабрь 1918 военком Лысьвы. С января по ноябрь 1919 военком Пермского уезда, затем до апреля 1920 помощник военкома Енисейской губернии.
На партийной и государственной работе:
- 5.1920 — 6.1922 ответственный секретарь Лысьвенского райкома РКП(б)
- 6.1922 — 4.1923 зав. орготделом Пермского губкома РКП(б)
- 4 — 11.1923 ответственный секретарь Екатеринбургского уездного комитета РКП(б)
- 12.1923 — 1924 второй секретарь Уральского обкома РКП(б)
- 1924—1925 ответственный секретарь Свердловского окружкома РКП(б)
- 10.1925 — 12.1927 ответственный секретарь Челябинского окружкома РКП(б)
- 1.1928 — 5.1929 заместитель председателя Уральского облисполкома
- 5.1929 — 8.1930 ответственный секретарь Сарапульского окружкома ВКП(б)
- 8.1930 — 8.1931 ответственный секретарь Пермского горкома ВКП(б)
- 9.1931 — 10.1935 ответственный (первый) секретарь Дзержинского горкома ВКП(б) (Нижегородский — Горьковский край) (затем длительный период находился на лечении)
- 1936—1937 председатель Дзержинского горисполкома.

С 1937 не работал по состоянию здоровья. В октябре 1938 года арестован за «связь с врагами народа», содержался в Горьковской городской тюрьме. В феврале 1940 года освобождён в связи с прекращением его дела.
В 1942—1945 годах политрук Дзержинского эвакогоспиталя. С 1945 года на пенсии.
Награждён медалью «За победу над Германией в Великой Отечественной войне 1941—1945 гг.»
Делегат XIV, XV, XVI и XVII партийных съездов и XV, XVI Всесоюзных партийных конференций. В 31.12.1925 — 19.12.1927 член Центральной контрольной комиссии ВКП(б).